# Academia de la Lengua Árabe de Riad
King Salman Global Academy for Arabic Language (KSAA) (árabe: مجمع الملك سلمان العالمي للغة العربية), inicialmente como el Complejo Internacional King Salman para el idioma árabe, es un complejo lingüístico internacional con sede en Riyadh, Arabia Saudita, que se estableció para la promoción de lengua árabe. Fundado en septiembre de 2020 mediante un decreto del Consejo de Ministros, está adscrita al Ministerio de Cultura del país.